# Courtenay (Loiret)
Courtenay is een gemeente in het Franse departement Loiret (regio Centre-Val de Loire). De plaats maakt deel uit van het arrondissement Montargis. Courtenay telde op 1 januari 2022 3.799 inwoners.

## Geschiedenis
In de Gallo-Romeinse periode lag hier een landbouwdomein aan de Romeinse weg tussen Sens en Montbouy. Op de plaats van de Romeinse villa kwam een commanderij, L'Hôpitau.
In de 11e eeuw werd Athon de Château-Renard de eerste heer van Courtenay. Binnen de kasteelmuren stond de eerste parochiekerk, eerst gewijd aan Sint-Nicolaas, later aan Onze-Lieve-Vrouw. In de 12e eeuw werd echter de dorpskerk, gewijd aan Sint-Pieter en Paul, belangrijker. Ook deze kerk stamde uit de 11e eeuw. Ze werd grotendeels verwoest door de Engelsen in 1358 tijdens de Honderdjarige Oorlog. Enkel de romaanse toren bleef bewaard. De rest van de kerk werd herbouwd in de 15e eeuw. Na de Franse Revolutie werd de kerk Notre-Dame, de vroegere parochiekerk binnen de kasteelmauren, afgebroken. Van het kasteel resten enkel een toren, La Courtine, en delen van de omwalling.

## Geografie
De oppervlakte van Courtenay bedroeg op 1 januari 2022 50,13 vierkante kilometer; de bevolkingsdichtheid was toen 75,8 inwoners per km². In het zuiden van de gemeente ligt de woonkern La Jacqueminière en in het oosten Sainte-Anne.
De autosnelweg A19 loopt ten noorden van Courtenay.

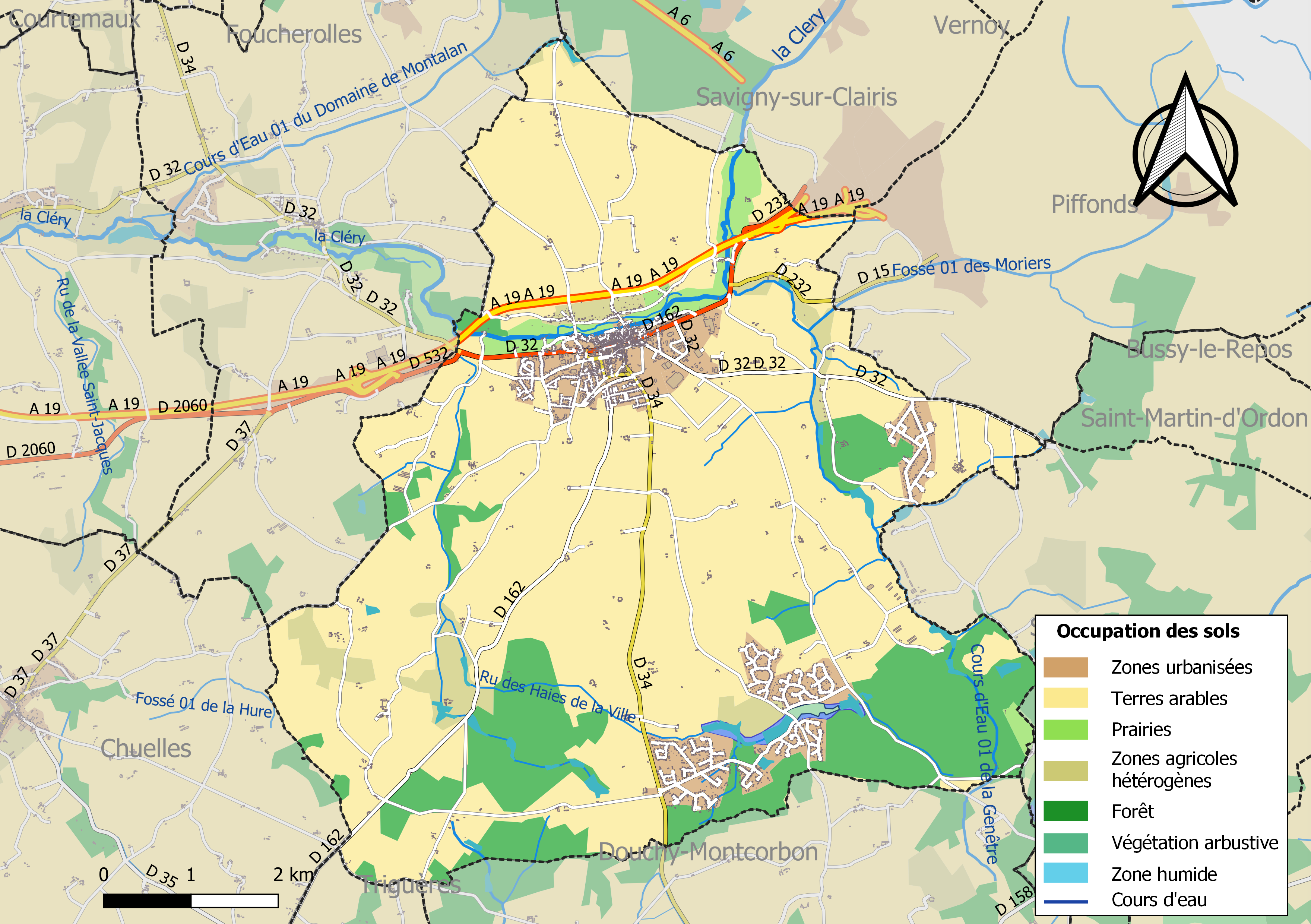
Kaart van de gemeente met de belangrijkste infrastructuur, bodemgebruik en omliggende gemeenten

## Demografie
Onderstaande figuur toont het verloop van het inwonertal (bron: INSEE-tellingen).

## Geboren in Courtenay
- Pierre Tarin (1721-1793), arts en encyclopedist
- Aristide Bruant (1851-1925), schrijver en chansonnier